# Nerw szczękowy owadów
Nerw szczękowy (nervus maxillaris) – parzysty, wielokrotnie rozgałęziony nerw, wychodzący u owadów ze zwoju podprzełykowego i unerwiający okolice szczęk.
Nerw ten wychodzi ze zwoju podprzełykowego. Jego pierwsza boczna odnoga odchodzi do kotwiczki, dzieląc się na zmysłowy nervus cardalis oraz motoryczne nerwy mięśni: musculus cardalis abductor i musculus cardalis adductor. Następnie, u części gatunków, główny pień nerwu tworzy szczękowy zwój nerwowy: ganglion maxillaris, po czym emituje kolejną boczną odnogę, obejmującą 2 nerwy motoryczne: dla musculus tentoriostipialis i musculus craniolacinalis. Boczne odnogi pnia głównego: trzecia i czwarta, unerwiają kolejno mięśnie między pieńkiem a żuwką wewnętrzną oraz mięśnie głaszczków szczękowych. Piątą odnogą jest nervus lacinialis. Za miejscem piątego rozgałęzienia pień główny dzieli się na 6 nerwów. Cztery z nich to nerwy motoryczne unerwiające: musculus stipitogalealis, m. palpi maxillaris medialis, m. p. m. ventralis i m. p. m. dorsalis. Pozostałe dwa to nerwy zmysłowe wchodzące w głaszczek szczękowy i żuwkę zewnętrzną.
U prostoskrzydłych punkt początkowy nerwu znajduje się w dolno-środkowej części zwoju podprzełykowego.
Nerwy szczękowe są silnie rozwinięte u owadów o gryzącym aparacie gębowym, np. u larw jętek.